# View Royal
View Royal – miasto w Kanadzie, w prowincji Kolumbia Brytyjska.